# Brandon T. Jackson
Brandon Timothy Jackson (sinh ngày 7 tháng 3 năm 1984) là diễn viên, nghệ sĩ hài người Mỹ.

## Cuộc sống và sự nghiệp
Jackson là một trong 7 người con trong 1 gia đình và được sinh ra ở Detroit, Michigan. Anh là con trai của Beverly Y., một mục sư và Bishop Wayne T. Jackson, 1 mục sư cấp cao của Great Faith Ministries International. Jackson học tại trường trung học West Bloomfield ở West Bloomfield, Michigan. Sau lễ tốt nghiệp, anh chuyển tới Los Angeles để theo đuổi sự nghiệp xây dựng tên tuổi và nơi bắt đầu sự nghiệp của anh là tại Laugh Factory, đó cũng là nơi bắt đầu sự nghiệp của Wayne Brady và Chris Tucker. Vai diễn "Junior" trong phim Roll Bounce đã đem lại cho anh chiến thắng tại Lễ trao giải Black Reel năm 2006 cho hạng mục Diễn viên có diễn xuất đột phá (Breakthrough Performance). Jackson đã tổ chức show truyền hình the Brandon T. Jackson trên kênh The N.
Năm 2006, Jackson tổ chức "Up Close và Personal Tour" cùng với sự có mặt của Chris Brown, Ne-Yo, Lil Wayne, Juelz Santana và Dem Franchize Boyz. Anh cũng đã tham gia vào show Wild 'N với Nick Cannon. Anh diễn trong các bộ phim như Tropic Thunder với vai Alpa Chino, phim Percy Jackson & kẻ cắp tia chớp với vai Grover Underwood.

## Các phim đã tham gia
| Năm  | Phim                            | Vai diễn                | Ghi chú khác |
| ---- | ------------------------------- | ----------------------- | ------------ |
| 2001 | Nikita Blues                    | Tyrone                  |              |
| 2001 | Ali                             | Club Goer               | Không rõ     |
| 2002 | Bowling for Columbine           | Himself                 | Không rõ     |
| 2002 | 8 Mile                          | Chin Tiki Club Goer     | Không rõ     |
| 2005 | Roll Bounce                     | Junior                  |              |
| 2006 | Cuttin' da Mustard              | Rolo                    |              |
| 2007 | Super Sweet 16: The Movie       | Brian                   |              |
| 2007 | This Christmas                  | El Rey MC               |              |
| 2007 | Big Stan                        | D'Shaun                 |              |
| 2008 | Approaching Midnight            | Artie                   |              |
| 2008 | Tropic Thunder                  | Alpa Chino              |              |
| 2008 | Days of Wrath                   | Lil 1                   |              |
| 2008 | The Day the Earth Stood Still   | Target Tech             |              |
| 2009 | Fast & Furious                  | Alex (người lái xe BMW) |              |
| 2009 | Rogue's Gallery                 | Tower                   |              |
| 2010 | Tooth Fairy                     | Duke                    |              |
| 2010 | Percy Jackson & kẻ cắp tia chớp | Grover Underwood        |              |
| 2010 | Lottery Ticket                  | Benny                   | đang quay    |
| 2012 | Big Momma's House 3             | Trent Pierce            |              |